# 米甸镇
米甸镇，是中华人民共和国云南省大理白族自治州祥云县下辖的一个乡镇级行政单位。

## 行政区划
米甸镇下辖以下地区：
三家村、米甸村、克昌村、岔沟村、大松坪村、自羌朗村、香么所村、黄草哨村、楚场村和插朗哨村。